# Пайст
Пайст (нем. Peist) — деревня и бывшая коммуна в Швейцарии, в кантоне Граубюнден.
До 2012 года имела статус отдельной коммуны. 1 января 2013 года вошла в состав коммуны Ароза. Входит в состав региона Плессур (до 2015 года входила в округ Плессур).
Население составляет 217 человек (на 31 декабря 2006 года). Официальный код — 3929.